# 影獎季
影獎季（Film awards seasons）是指每年十一月至隔年二月期間，歐美國家電影獎評選活動，其中包括各地區、各族群所屬的影評人協會獎。影獎季通常始於十一月的哥譚獎，於隔年二月的奧斯卡獎為止。

## 重要電影獎項列表

### 十月
- 外景製片人工會獎（英语：Location Managers Guild Awards）

### 十一月
- 哥譚獨立電影獎
- 全美民選獎
- 好萊塢電影獎

### 十二月
- 歐洲電影獎
- 國家評論協會獎
- 波士頓影評人協會
- 舊金山影評人協會
- 紐約影評人協會
- 洛杉磯影評人協會

### 一月
- 國家影評人協會
- 評論家選擇電影獎
- 金球獎
- 美國製片人工會獎
- 美國演員工會獎

### 二、三月
- 安妮獎
- 南加大圖書館編劇獎（英语：USC Scripter Award）
- 金酸莓獎
- 有色人種進步協會形象獎
- 美國導演工會獎
- 美國編劇工會獎
- 衛星獎
- 獨立精神獎
- 英國電影學院獎
- 奧斯卡金像獎